# Александр Корда
Сер Александр Корда (англ. Sir Alexander Korda, справжнє ім'я Шандор Ласло Келлнер угор. Kellner Sándor László; 16 вересня 1893 — 23 січня 1956) — британський кінорежисер і продюсер, угорець за походженням, найвпливовіший діяч британської кіноіндустрії напередодні другої світової війни.
У 1942 році Корда став першим кінорежисером, зведеним в лицарство Британської імперії.

## Біографія
Народився в єврейській родині в Австро-Угорщині, старший брат менш відомих кінематографістів Золтана і Вінсента Корда. Працював журналістом в Угорщині, в Парижі.
У 1912 році починає працювати в кіноіндустрії, з 1914 року — як режисер. У 1917 році створив власну кінокомпанію. Протягом 1914—1926 років знімав німі стрічки у Відні, Берліні, Голлівуді. Характерний приклад кінопродукції цього періоду — фільм «Аве, Цезар!».
Його ліві переконання й участь в революційній діяльності (під час Угорської Радянської Республіки він входив до складу уряду і здійснював націоналізацію кінематографа) змусили його назавжди покинути Угорщину після встановлення диктатури Горті. Корда емігрував до Австрії, потім до Німеччини, а згодом до Голлівуду. У 1927—1931 роках знімав фільми в США, у 1932 році після деякого часу у Франції переїхав до Лондона, де заснував кіностудію London Films (пізніше влилася в кіноімперію Артура Ренка), що стала одним з головних виробників англійських фільмів.
У 1936 році отримав британське громадянство. За час роботи у Великій Британії, за даними IMDB, Корда виступив продюсером 52-х і режисером 12 фільмів; найбільш успішні з них:
- 1931 — «Маріус» / Marius (режисер)
- 1933 — «Приватне життя Генріха VIII» / The Private Life of Henry VIII (режисер)
- 1934 — «Приватне життя Дон Жуана» / The Private Life of Don Juan', (режисер)
- 1936 — «Рембрандт» / Rembrandt (режисер)
- 1936 — «Людина, яка могла творити дива» (продюсер)
- 1939 — «Чотири пера» (продюсер)
- 1940 — «Багдадський злодій» (продюсер)
- 1941 — «Леді Гамільтон» / Lady Hamilton (режисер)
- 1947 — «Ідеальний чоловік» / An Ideal Husband (режисер)
- 1949 — «Третя людина» (продюсер)

Входив до нечисленної групи близьких друзів Вінстона Черчилля, разом із Бренданом Брейкеном, лордом Бівербруком, сером Генрі Стрекошем.
Першою дружиною Корда була актриса Марія Фаркаш. Потім в його фільмах регулярно знімалися друга дружина Мерль Оберон, а також Чарльз Лотон; у тому числі вони були призначені на головні ролі у фільмі «Я, Клавдій» 1937 року. Проте через численні події на майданчику зйомки були припинені.
На згадку про Корда названа щорічна премія BAFTA за найкращий британський фільм року.

## Нагороди
- Хрест Мілана Растіслава Штефаника 1 класу (посмертно, 1 січня 2008 року, Словаччина)[4]